# Torneo delle candidate 2022-2023
Il torneo delle candidate 2022-2023 è stato un torneo di scacchi a eliminazione diretta che si è disputato tra il 24 ottobre 2022 e il 3 aprile 2023. Organizzato dalla FIDE, stabiliva la sfidante della campionessa del mondo uscente Ju Wenjun nel match valido per l'edizione 2023 del campionato del mondo.
Il tabellone con le otto giocatrici qualificate venne  diviso in due parti, chiamate "pool A" e "pool B", che si tennero in due date e due luoghi diversi. Il pool A venne disputato nel Principato di Monaco dal 24 ottobre al 6 novembre 2022, il pool B venne disputato a Khiva, in Uzbekistan, dal 28 novembre all'11 dicembre 2022. I primi due turni eliminatori determinarono le due finaliste del torneo, ovvero le giocatrici cinesi Tan Zhongyi e Lei Tingjie che si incontrarono in un match di sei partite a Chongqing dal 29 marzo al 3 aprile del 2023. La finale venne vinta dalla Lei con il punteggio di 3,5-1,5.
Originariamente avrebbe dovuto essere un torneo con girone all'italiana andata e ritorno, come da tradizione del Torneo delle candidate, ma nel giugno del 2022 la Federazione Internazionale cambiò il regolamento dando vita a un torneo a eliminazione diretta. Alcuni commentatori videro nel cambio di regolamento e nel sorteggio, che vedeva le giocatrici ucraine in una parte di tabellone diversa da quella delle giocatrici russe, un modo per evitare possibili tensioni relative all'invasione russa dell'Ucraina.

## Storia
Il 2019 vide il ritorno del Torneo delle candidate per stabilire la sfidante al titolo mondiale in forma di match, ma i criteri per accedere al torneo furono stabiliti selezionando le migliori tre giocatrici del Mondiale a eliminazione diretta del 2018 e le migliori per rating. Quella del 2022-2023 è stata la prima edizione nella quale le giocatrici si qualificavano tramite i tornei organizzati dalla FIDE, come ad esempio la Coppa del Mondo femminile sulla falsariga del formato del Mondiale open in vigore dal 2013.

## Formato
Le partecipanti saranno 8, che si affronteranno in un torneo a eliminazione diretta. Quarti di finale e semifinali saranno al meglio delle quattro partite, la finale di sei. Le giocatrici si qualificheranno attraverso i seguenti criteri:
- La finalista del Campionato del mondo 2020.
- Le prime classificate del FIDE Women's Grand Prix 2019-2021 - 2 giocatrici.
- Le migliori piazzate della Coppa del Mondo femminile 2021 - 3 giocatrici.
- La vincitrice del FIDE Women's Grand Swiss 2021.
- Rating più alto a gennaio 2022 - 1 giocatrice.

Il tempo a disposizione per ciascuna giocatrice è di 90 minuti per le prime 40 mosse, 30 minuti aggiuntivi per il prosieguo della partita, 30 secondi di incremento a mossa da mossa 1. È vietata la patta per accordo prima della trentesima mossa.

### Spareggi
In caso di parità a fine match è previsto:
- un match di spareggio di quattro partite rapid con tempo di 15 minuti e 10 secondi di incremento a mossa da mossa 1;
- una partita di spareggio blitz con tempo di 3 minuti e 2 secondi di incremento a mossa da mossa 1, in caso di ulteriore parità;
- una partita di spareggio blitz a colori invertiti con tempo di 3 minuti e 2 secondi di incremento a mossa da mossa 1, in caso di ulteriore parità;
- si prosegue a oltranza con le partite blitz fino alla vittoria di uno dei due sfidanti, in caso di ulteriore parità.

### Montepremi
Il montepremi totale di 250 000 € è così distribuito: 
- 60 000 € alla prima classificata;
- 50 000 € alla seconda classificata;
- 30 000 € alle semifinaliste;
- 20 000 € alle classificate dal quinto all'ottavo posto.

## Partecipanti
| # | Giocatrice            | Elo   | Criterio di qualificazione                            |
| - | --------------------- | ----- | ----------------------------------------------------- |
| 1 | Aleksandra Gorjačkina | 2 584 | finalista del Campionato del mondo 2020               |
| 2 | Aleksandra Kostenjuk  | 2 521 | vincitrice della Coppa del mondo 2021                 |
| 3 | Tan Zhongyi           | 2 514 | semifinalista della Coppa del mondo 2021              |
| 4 | Anna Muzyčuk          | 2 534 | semifinalista Coppa del mondo 2021                    |
| 5 | Humpy Koneru          | 2 574 | 1ª classificata del FIDE Women's Grand Prix 2019-2021 |
| 6 | Kateryna Lahno        | 2 563 | 2ª classificata del FIDE Women's Grand Prix 2019-2021 |
| 7 | Lei Tingjie           | 2 535 | 1ª classificata del FIDE Women's Grand Swiss 2021     |
| 8 | Marija Muzyčuk        | 2 527 | Rating più alto a gennaio 2022                        |

## Tabellone
|  | Quarti di finale (4 partite) | Quarti di finale (4 partite) | Quarti di finale (4 partite) |             |                       | Semifinale (4 partite) | Semifinale (4 partite) | Semifinale (4 partite) |  |  | Finale (6 partite) | Finale (6 partite) | Finale (6 partite) |  |
|  |                              |                              |                              |             |                       |                        |                        |                        |  |  |                    |                    |                    |  |
|  | Humpy Koneru                 | Humpy Koneru                 | 3,5                          |             |                       |                        |                        |                        |  |  |                    |                    |                    |  |
|  | Humpy Koneru                 | Humpy Koneru                 | 3,5                          |             |                       |                        |                        |                        |  |  |                    |                    |                    |  |
|  | Anna Muzyčuk                 | Anna Muzyčuk                 | 4,5                          |             |                       |                        |                        |                        |  |  |                    |                    |                    |  |
|  | Anna Muzyčuk                 | Anna Muzyčuk                 | 4,5                          |             | Anna Muzyčuk          | Anna Muzyčuk           | 1,5                    |                        |  |  |                    |                    |                    |  |
|  |                              |                              |                              |             | Anna Muzyčuk          | Anna Muzyčuk           | 1,5                    |                        |  |  |                    |                    |                    |  |
|  |                              |                              | Lei Tingjie                  | Lei Tingjie | 2,5                   |                        |                        |                        |  |  |                    |                    |                    |  |
|  | Lei Tingjie                  | Lei Tingjie                  | Lei Tingjie                  | Lei Tingjie | 2,5                   | 2,5                    |                        |                        |  |  |                    |                    |                    |  |
|  | Lei Tingjie                  | Lei Tingjie                  |                              |             |                       |                        |                        |                        |  |  |                    |                    |                    |  |
|  | Marija Muzyčuk               | Marija Muzyčuk               | 1,5                          |             |                       |                        |                        |                        |  |  |                    |                    |                    |  |
|  | Marija Muzyčuk               | Marija Muzyčuk               | 1,5                          |             | Lei Tingjie           | Lei Tingjie            | 3,5                    |                        |  |  |                    |                    |                    |  |
|  |                              |                              |                              |             |                       |                        |                        |                        |  |  |                    |                    |                    |  |
|  |                              |                              | Tan Zhongyi                  | Tan Zhongyi | 1,5                   |                        |                        |                        |  |  |                    |                    |                    |  |
|  | Aleksandra Kostenjuk         | Aleksandra Kostenjuk         | Tan Zhongyi                  | Tan Zhongyi | 1,5                   | 1,5                    |                        |                        |  |  |                    |                    |                    |  |
|  | Aleksandra Kostenjuk         | Aleksandra Kostenjuk         |                              |             |                       |                        |                        |                        |  |  |                    |                    |                    |  |
|  | Aleksandra Gorjačkina        | Aleksandra Gorjačkina        | 2,5                          |             |                       |                        |                        |                        |  |  |                    |                    |                    |  |
|  | Aleksandra Gorjačkina        | Aleksandra Gorjačkina        | 2,5                          |             | Aleksandra Gorjačkina | Aleksandra Gorjačkina  | 1,5                    |                        |  |  |                    |                    |                    |  |
|  |                              |                              |                              |             | Aleksandra Gorjačkina | Aleksandra Gorjačkina  | 1,5                    |                        |  |  |                    |                    |                    |  |
|  |                              |                              | Tan Zhongyi                  | Tan Zhongyi | 2,5                   |                        |                        |                        |  |  |                    |                    |                    |  |
|  | Tan Zhongyi                  | Tan Zhongyi                  | Tan Zhongyi                  | Tan Zhongyi | 2,5                   | 4,5                    |                        |                        |  |  |                    |                    |                    |  |
|  | Tan Zhongyi                  | Tan Zhongyi                  |                              |             |                       |                        |                        |                        |  |  |                    |                    |                    |  |
|  | Kateryna Lahno               | Kateryna Lahno               | 3,5                          |             |                       |                        |                        |                        |  |  |                    |                    |                    |  |

## Risultati

### Pool A

#### Quarti di finale A
|                        | 1 | 2 | 3 | 4 | R1 | R2 | R3 | R4 | Totale |
| ---------------------- | - | - | - | - | -- | -- | -- | -- | ------ |
| Humpy Koneru (India)   | 1 | ½ | ½ | 0 | ½  | ½  | ½  | 0  | 3,5    |
| Anna Muzyčuk (Ucraina) | 0 | ½ | ½ | 1 | ½  | ½  | ½  | 1  | 4,5    |
|                          | 1 | 2 | 3 | 4 | Totale |
| ------------------------ | - | - | - | - | ------ |
| Lei Tingjie (Cina)       | 1 | ½ | ½ | ½ | 2,5    |
| Marija Muzyčuk (Ucraina) | 0 | ½ | ½ | ½ | 1,5    |

#### Semifinale A
|                        | 1 | 2 | 3 | 4 | Totale |
| ---------------------- | - | - | - | - | ------ |
| Anna Muzyčuk (Ucraina) | ½ | ½ | ½ | 0 | 1,5    |
| Lei Tingjie (Cina)     | ½ | ½ | ½ | 1 | 2,5    |

### Pool B

#### Quarti di finale B
|                              | 1 | 2 | 3 | 4 | Totale |
| ---------------------------- | - | - | - | - | ------ |
| Aleksandra Kostenjuk (FIDE)  | ½ | ½ | 0 | ½ | 1,5    |
| Aleksandra Gorjačkina (FIDE) | ½ | ½ | 1 | ½ | 2,5    |
|                       | 1 | 2 | 3 | 4 | R1 | R2 | R3 | R4 | Totale |
| --------------------- | - | - | - | - | -- | -- | -- | -- | ------ |
| Tan Zhongyi (Cina)    | ½ | ½ | ½ | ½ | 1  | ½  | ½  | ½  | 4,5    |
| Kateryna Lahno (FIDE) | ½ | ½ | ½ | ½ | 0  | ½  | ½  | ½  | 3,5    |

#### Semifinale B
|                              | 1 | 2 | 3 | 4 | Totale |
| ---------------------------- | - | - | - | - | ------ |
| Aleksandra Gorjačkina (FIDE) | ½ | ½ | ½ | 0 | 1,5    |
| Tan Zhongyi (Cina)           | ½ | ½ | ½ | 1 | 2,5    |

### Finale
|                    | 1 | 2 | 3 | 4 | 5 | 6 | Totale |
| ------------------ | - | - | - | - | - | - | ------ |
| Lei Tingjie (Cina) | 0 | 1 | ½ | 1 | 1 |   | 3,5    |
| Tan Zhongyi (Cina) | 1 | 0 | ½ | 0 | 0 |   | 1,5    |